# Dionne (альбом, 1972)
| Оценки критиков                   | Оценки критиков |
| Источник                          | Оценка          |
| --------------------------------- | --------------- |
| AllMusic                          | [ 1 ]           |
| Billboard                         | без оценки      |
| Christgau’s Record Guide          | C+              |
| Encyclopedia of Popular Music     | [ 4 ]           |
| The Rolling Stone Album Guide     | [ 5 ]           |
| The New Rolling Stone Album Guide | [ 6 ]           |

Dionne — пятнадцатый студийный альбом американской певицы Дайон Уорвик, выпущенный в 1972 году на лейбле Warner Bros. Records. Продюсерами альбома вновь стали Берт Бакарак и Хэл Дэвид.
С альбома был выпущен один сингл — «If We Only have Love», который достиг лишь 84 места в чарте Billboard Hot 100, сам же альбом поднялся только до 54 строчки Billboard Top LPs.
На этом релизе имя певицы указано как Dionne Warwicke, что не является опечаткой, Дайон изменила своё имя в 1971 году по совету подруги-астролога Линды Гудмен.

## Список композиций
| №  | Название                           | Автор(ы)                | Длительность |
| -- | ---------------------------------- | ----------------------- | ------------ |
| 1. | «I Just Have To Breathe»           | Берт Бакарак, Хэл Дэвид | 3:52         |
| 2. | «The Balance of Nature»            | Берт Бакарак, Хэл Дэвид | 3:28         |
| 3. | «If You Never Say Goodbye»         | Берт Бакарак, Хэл Дэвид | 3:12         |
| 4. | «Close to You»                     | Берт Бакарак, Хэл Дэвид | 2:51         |
| 5. | «My First Night Alone Without You» | Ким Васси               | 2:55         |

| №  | Название                  | Автор(ы)                         | Длительность |
| -- | ------------------------- | -------------------------------- | ------------ |
| 1. | «Be Aware»                | Берт Бакарак, Хэл Дэвид          | 4:32         |
| 2. | «Love Song»               | Лесли Дункан                     | 3:03         |
| 3. | «One Less Bell to Answer» | Берт Бакарак, Хэл Дэвид          | 4:37         |
| 4. | «If We Only Have Love»    | Эрик Блау, Жак Брель, Морт Шуман | 4:16         |
| 5. | «Hasbrook Heights»        | Берт Бакарак, Хэл Дэвид          | 3:26         |

## Чарты
| Чарт (1972)                            | Высшая позиция |
| -------------------------------------- | -------------- |
| США (Billboard 200)                    | 54             |
| США (Billboard Top R&B/Hip-Hop Albums) | 22             |